# Rock the Rebel / Metal the Devil
Rock the Rebel / Metal the Devil ist das zweite Studioalbum der dänischen Metalband Volbeat, das im Februar 2007 erschien und zum Nummer-eins-Erfolg im Heimatland avancierte.

## Entstehung
Das komplette Album inklusive der Texte wurde von Michael Poulsen geschrieben. Mit „Boa (JDM)“ wurde das sechste Lied des Demos Beat the Meat für ein Album verwendet. Die fünf anderen Titel wurden bereits für das Debütalbum neu aufgenommen. Zehn weitere geschriebene Lieder wurden nicht für das Album verwendet. Aufgenommen wurde Rock the Rebel / Metal the Devil innerhalb von elf Tagen im Oktober 2006 in den Hansen Studios in der dänischen Stadt Ribe. Produziert und gemischt wurde das Album von Jacob Hansen. Unterstützt wurde er dabei von Martin Pagaard Wolff. Hansen steuerte bei „River Queen“ und „Soulweeper #2“ Hintergrundgesänge bei. 
Den dänischen Gesang bei The Garden’s Tale übernahm Johan Olsen von der in Dänemark bekannten Rockband Magtens Korridorer. Poulsen und Olsen lernten sich bei der Show zu den „Steppeulv“-Awards kennen. Rod Sinclair spielte bei „Sad Man’s Tongue“ das Banjo und steuerte ein Gitarrensolo bei. Martin Pagaard Wolff spielte bei diesem Lied die Akustikgitarre. Anders Pedersen spielte bei „The Human Instrument“ und „Sad Man’s Tongue“ die Hawaii-Gitarre. 
Nachdem die Aufnahmen zum Album beendet worden waren, trennte sich die Band vom Gitarristen Franz „Hellboss“ Gottschalk. Offiziell wurde die Trennung mit persönlichen Differenzen begründet. In einem Interview fügte Poulsen hinzu, dass sich Gottschalk bei Konzerten respektlos gegenüber der Crew und den anderen Bands verhalten hat.

## Veröffentlichung
Die Erstveröffentlichung von Rock the Rebel / Metal the Devil erfolgte am 19. Februar 2007 bei Mascot Records. Das Album erschien dabei zunächst nur in Dänemark, die weltweite Veröffentlichung erfolgte eine Woche später am 26. Februar 2007. In seiner Originalausführung erschien es als CD und Download mit elf Titeln (Katalognummer: M 6215 2). Am 26. Oktober 2007 erschien es erstmals als LP-Ausführung (Katalognummer: M 7215 1).

## Albumtitel
Der Titel des Albums stammt vom Schlagzeuger Jon Larsen. Die Musiker wurden nach der Veröffentlichung des ersten Albums in Interviews häufig gefragt, ob Volbeat eine Metal-, Rock- oder Punk-Band sei. Die Musiker hatten keine Antwort auf diese Frage, da sie es laut Larsen selbst nicht wussten. Der Titel stellt laut Larsen klar, dass Volbeat sowohl eine Metal- als auch eine Rockband sind.

## Artwork
Das Albumcover wurde von der Firma „Jester“ entworfen und zeigt das Blatt einer Kreissäge, das auf einem Plattenspieler gelegt wurde. Das Blatt dreht sich mit 666 statt der für Langspielplatte üblichen 33 Umdrehungen pro Minute. so dass die Funken am Tonabnehmer sprühen. Der Plattenspieler steht laut Poulsen für die Rock ’n’ Roll im Sound der Band, während das Sägeblatt mit den Funken eine augenzwinkernde Verneigung vor den Klischees des Metal sind.

## Titelliste
1. The Human Instrument – 4:29
2. Mr & Mrs Ness – 3:47
3. The Garden’s Tale – 4:51
4. Devil or the Blue Cat’s Song – 3:15
5. Sad Man’s Tongue – 3:05
6. River Queen – 3:41
7. Radio Girl – 3:45
8. A Moment Forever – 3:42
9. Soulweeper #2 – 4:02
10. You or Them – 4:11
11. Boa (JDM) – 3:45

Einzelne Informationen zu Liedern
Mr & Mrs Ness ist eine Fortsetzung der Geschichte der Lieder Danny & Lucy (11pm) und Fire Song vom ersten Album. Bei Herrn und Frau Ness handelt es sich um Lucys Eltern. Frau Ness wurde erschossen aufgefunden. Da die Hände ihres Ehemannes blutverschmiert sind, wird er für den Mörder gehalten und zu einer Gefängnisstrafe verurteilt. Er hat die Tat jedoch nicht begangen. In einem Interview erklärte Poulsen, dass es sich bei Mr Ness nicht um den Social-Distortion-Sänger Mike Ness handelt.
Sad Man’s Tongue ist eine Hommage an den Countrysänger Johnny Cash. Soulweeper #2 ist eine Fortsetzung von Soulweeper vom ersten Album. Sänger Michael Poulsen ist vielfach von weiblichen Fans gebeten worden, ein ähnliches Lied für das neue Album zu schreiben. Die Buchstaben JDM vom Lied Boa (JDM) stehen für Jens de Mello, einem Freund von Michael Poulsen aus Brasilien. De Mello war der Meinung, dass ein Riff des Liedes nach der Band Soulfly klingen würde. Poulsen benennt de Mello am Ende des Liedes mit den Worten „Eso é para mi amigo do Brasil“ (portugiesisch für Dies ist für meinen brasilianischen Freund).

## Singleauskopplungen
Der Videoclip zu The Garden’s Tale wurde von MTV Dänemark direkt nach Veröffentlichung in die Heavy Rotation aufgenommen. Die dazugehörige Single erreichte Platz 18 in den dänischen Singlecharts und verblieb acht Wochen in der Hitliste. Darüber hinaus wurde diese in Dänemark mit Gold ausgezeichnet.
Liste der Singleauskopplungen

| Jahr | Titel             | Höchstplatzierung, Gesamtwochen, AuszeichnungChartsChartplatzierungen (Jahr, Titel, , Platzierungen, Wochen, Auszeichnungen, Anmerkungen) | Anmerkungen                                                      |
| Jahr | Titel             | DK | Anmerkungen                                                      |
| ---- | ----------------- | --- | ---------------------------------------------------------------- |
| 2007 | The Garden’s Tale | DK18 Platin · (8 Wo.)DK | Erstveröffentlichung: 2007 Verkäufe: + 15.000; feat. Johan Olsen |
| 2007 | Radio Girl        | — | Erstveröffentlichung: 2007                                       |
| 2007 | Sad Man’s Tongue  | — | Erstveröffentlichung: 2007                                       |

## Rezensionen
Der Metal Hammer kürte Rock the Rebel / Metal the Devil zum Album des Monats und wurde später von der Redaktion zum „Album des Jahres 2007“ gewählt. Im Rock Hard bekam das Album erneut die Höchstnote 10, musste sich aber die Auszeichnung zum „Album des Monats“ mit dem Album MK II der Band Masterplan teilen. 

## Kommerzieller Erfolg

### Chartplatzierungen
In den dänischen Albumcharts debütierte das Album direkt auf Platz eins.
| ChartsChartplatzierungen | Höchstplatzierung | Wochen |
| ------------------------ | ----------------- | ------ |
| Dänemark (IFPI/Nielsen)  | 1 (62 Wo.)        | 62     |
| Deutschland (GfK)        | 62 (2 Wo.)        | 2      |
| Österreich (Ö3)          | 54 (3 Wo.)        | 3      |

| ChartsJahrescharts (2007) | Platzierung |
| ------------------------- | ----------- |
| Dänemark (IFPI/Nielsen)   | 12          |

| ChartsJahrescharts (2008) | Platzierung |
| ------------------------- | ----------- |
| Dänemark (IFPI/Nielsen)   | 56          |

### Auszeichnungen für Musikverkäufe
Rock the Rebel / Metal the Devil verkaufte sich laut Schallplattenauszeichnungen europaweit über 260.000 Mal, davon über 10.000 Mal zum Verkaufsstart in Dänemark. Dort erhielt es zuletzt vierfach-Platin, es war das erste Album einer dänischen Metalband, das mit Platin ausgezeichnet wurde.
| Land/Region        | Auszeichnungen für Musikverkäufe (Land/Region, Auszeichnung, Verkäufe) | Verkäufe |
| ------------------ | ---------------------------------------------------------------------- | -------- |
| Dänemark (IFPI)    | 4× Platin                                                              | 160.000  |
| Deutschland (BVMI) | Gold                                                                   | 100.000  |
| Österreich (IFPI)  | Gold                                                                   | 7.500    |
| Insgesamt          | 2× Gold · 4× Platin ·                                                  | 267.500  |